# بيتر بوغوسيان
بيتر غريغوري بوغوسيان، فيلسوف ومرشد تربوي أمريكي، أستاذ مساعد للفلسفة في جامعة ولاية بورتلاند، وتشمل مجالات اهتماماته الأكاديمية: الإلحاد والتفكير النقدي وعلم التربية والشك العلمي.
شارك بوغوسيان في قضية دراسات التظلم وتسمى أيضًا (سوكال سكوير) مع جيمس أ. ليندسي وهيلين بلوكروز، إذ نشروا العديد من الأوراق البحثية في المجلات الأكاديمية، كجزء من انتقاداتهم لمجموعة من المجالات كدراسات النوع الاجتماعي. قيّدت جامعة ولاية بورتلاند مجالات عمل بوغوسيان المستقبلية على أساس سوء سلوكه البحثي.
صاغ بوغوسيان مصطلح نظرية المعرفة في الشارع لمجموعة من تقنيات المحادثة التي وصفها وصممها بهدف فحص المعتقدات الراسخة وخاصة الدينية منها بطريقة غير صادمة.

## المهنة
اهتم بوغوسيان بشكل أساسي في التفكير النقدي وفلسفة التعليم والتفكير الأخلاقي. تتناول أطروحته استخدام الأسلوب السقراطي مع النزلاء في السجون بهدف تقليل السلوك الإجرامي المستمر. مُوّل البحث من قبل ولاية أوريغون، كان بوغوسيان رئيسًا للجنة الاستشارية للسجون في مؤسسة نهر كولومبيا الإصلاحية وهو حاليًا زميل في مركز إصلاح السجون. يعمل أيضًا كأستاذ مساعد في جامعة ولاية بورتلاند.
كجزء من اهتمامه المستمر بإصلاح السجون، دخلت جامعة ولاية بورتلاند في شراكة مع مؤسسة كولومبيا ريفر الإصلاحية في عام 2009 لتلبية احتياجات السجناء المفرج عنهم في المجتمع. وُصفت تفاصيل هذه الشراكة في مقال بعنوان السجون والشراكات المجتمعية والأوساط الأكاديمية: البرامج المستدامة واحتياجات المجتمع.
كان بوغوسيان متحدثًا لمركز الاستقصاء ومؤسسة ريتشارد دوكينز للعقل والعلم وتحالف الطلاب العلمانيين، كما رُشّح كعضو في المجلس العلماني العالمي.

## الآراء
أطلق بوغوسيان على جميع المعتقدات الدينية اسم (الأوهام)، ووصفه موقع ذا ديلي بيست بأنه متحالف مع حركة الملحدين الجديدة، وأنه يدعو إلى استخدام الطريقة السقراطية لإبعاد المؤمنين عن دينهم، على الرغم من أنه يوصي بالتركيز على مشاكل الإيمان كطريقة للمعرفة سماها (نظرية المعرفة غير الموثوقة)، بدلًا من الزخارف الخارجية للمجتمعات الدينية.
في مقابلة عام 2015 مع ديف روبن، وصف بوغوسيان نفسه بأنه ليبرالي كلاسيكي لم يصوّت مطلقًا لمرشح جمهوري، لكنه ليس من المعجبين بالديمقراطيين أيضًا. تبرع لأندرو يانغ وأيده في الانتخابات الرئاسية الأمريكية لعام 2020.
وبحسب بوغوسيان، فإن اليسار الرجعي قد سيطر على الأوساط الأكاديمية. لقد ذكر مرارًا وتكرارًا أن النسبية الثقافية والمساواة قيمتان متناقضتان.

## التحقيق في سوء السلوك البحثي
في عام 2018، بدأ صاحب عمل بوغوسيان في جامعة ولاية بورتلاند، تحقيقًا حول سوء السلوك البحثي فيما يتعلق بقضية دراسات التظلم. قرر مجلس المراجعة المؤسسية بالجامعة أن بوغوسيان انتهك المبادئ التوجيهية الأخلاقية من خلال إجراء بحث على البشر دون موافقتهم.  وقالت الجامعة أيضًا إنها تدرس اتهامه بتزوير البيانات. 
كتب عدد من الأكاديميين البارزين رسائل دفاع عن بوغوسيان، مثل عالم الأحياء التطورية ريتشارد دوكينز، وعالم النفس بجامعة هارفارد ستيفن بينكر، وعالم الرياضيات والفيزيائي آلان سوكال، والفيلسوف دانيال دينيت، وعالم النفس الاجتماعي جوناثان هايدت، وعالم النفس جوردان بيترسون. اقترح دوكينز أن يكون التحقيق بدوافع سياسية، وقال: إذا كان اعتراض أعضاء لجنة التحقيق على فكرة السخرية ذاتها كشكل من أشكال التعبير الإبداعي فعليهم أن يخرجوا بصدق ويقولوا ذلك، لكن التظاهر بأن هذه مسألة تتعلق بنشر بيانات خاطئة أمر سخيف للغاية لدرجة أنه لا يمكن للمرء إلا أن يشك بوجود دافع خفي.

## وصلات خارجية
- الموقع الرسمي
- peterboghossian على تويتر.